# Hilbert von Löhneysen
Hilbert von Löhneysen  (* 25. Oktober 1946 in Göttingen) ist ein deutscher Festkörperphysiker.
Hilbert von Löhneysen studierte ab 1970 Physik an der Universität Göttingen und wurde 1976 an der Universität zu Köln promoviert. Als Post-Doktorand war er 1977/78 am Labor für Tieftemperaturphysik des CNRS in Grenoble. 1981 habilitierte er sich in Aachen, war dort Privatdozent und 1984/86 Lehrstuhlvertreter. Ab 1986 war er Professor an der Universität Karlsruhe (heute KIT). Zwischen 2000 und 2016 hat er das Institut für Festkörperphysik am Karlsruher Institut für Technologie (KIT) geleitet.
Er befasst sich experimentell mit stark korrelierten Elektronensystemen, besonders neuartigen magnetischen Quantenphasenübergängen und metallischen Nanostrukturen (Nanokontakte von Supraleitern zu Ferromagneten) und Schichtsystemen sowie Systemen schwerer Fermionen und dem Metall-Isolator-Übergang. 
Ihm gelang mit seiner Gruppe den Stromfluss durch einzelne Moleküle zu messen.
1983 erhielt er den Heinz-Maier-Leibnitz-Preis. 2012 erhielt er den Hector Wissenschaftspreis und wurde damit in die Hector Fellow Academy aufgenommen. Er ist Mitglied der Heidelberger Akademie der Wissenschaften (2001) und der Deutschen Akademie der Technikwissenschaften (2006). Er war von 2006 bis 2012 Mitglied des Wissenschaftsrats und 2010 bis 2012 Vorsitzender der Wissenschaftlichen Kommission.
1994 bis 2005 war er Mitherausgeber von Solid State Communications und seit 1999 von Lecture Notes in Physics (Springer).

## Schriften (Auswahl)
- Supraleitung, in:  Bergmann/Schaefer, Experimentalphysik, Band 6, De Gruyter 2005, S. 486–542
- Gläser und Spingläser bei tiefen Temperaturen, in: Bergmann/Schaefer, Experimentalphysik, Band 4, Teil 1, 2. Auflage 1981, S. 881–896
- mit P. Wölfle: Quantum Phase Transitions, AIP Conf. Proc. 1014, 1997, S. 107–197
- Fermiflüssigkeiten aus stark korrelierten Elektronen, Physikalische Blätter, Band 51, Oktober 1995, S. 941–946